# Huishoudelijk reglement
Een huishoudelijk reglement (kortweg HR of HHR) is een verzameling van regels bij (onder meer) verenigingen. Deze regels ondersteunen de statuten en concretiseren de  werking van de vereniging.
In tegenstelling tot de statuten is er geen externe publicatie nodig bij het wijzigen van het huishoudelijk reglement. Het huishoudelijk reglement is ondergeschikt aan de statuten. Dit wil zeggen dat de statuten gehanteerd worden, zodra het huishoudelijk reglement daarmee in tegenspraak is. Veelal wordt in de statuten ruimte gelaten voor verdere invulling van details in een huishoudelijk reglement. De statuten kunnen wel verwijzen naar het huishoudelijk reglement.